# 秋谷郁甫
秋谷 郁甫（あきや いくほ、2004年2月11日 - ）は、日本の俳優。横浜市出身。トライストーン・エンタテイメント所属。

## 略歴
2019年、トライストーン常時オーディションに応募。同年、研修生になる。
2020年、トライストーン所属俳優になる。同年10月、テレビ朝日　土曜ナイトドラマ「先生を消す方程式。」伊吹命役で俳優デビュー。

## 人物
- 空手初段（黒帯）、書道三段、中高テニス部、水泳4種目。
- 資格:普通自動車免許(AT限定)  普通自動二輪免許

## 出演

### テレビドラマ
- 「先生を消す方程式。」（2020年10月31日、テレビ朝日） - 伊吹命 役
- 24時間テレビ44 ドラマスペシャル「生徒が人生をやり直せる学校」（2021年8月21日、日本テレビ） - 小泉郁甫 役
- 「金田一少年の事件簿」（2022年4月24日 第1話、日本テレビ）
- ドラマストリーム「階段下のゴッホ」（2022年9月21日 - 11月9日、TBS） - 早川草介 役
- 「5分後に意外な結末 失敗したキューピッド」（2022年10月13日、ytv） - 結城春馬 役
- 「真夏のシンデレラ」（2023年7月24日 第3話・7月31日 第4話、8月28日 第8話、フジテレビ） - 大倉智紀 役
- 「Eye Love You」（2024年1月23日 第1話・3月5日 第7話、TBS） - 慶太 役
- 連続ドラマW-30「白暮のクロニクル」（2024年4月12日 第7話、WOWOW） - 伏木聡 役

### 配信ドラマ
- 「離婚しようよ」（2023年6月22日、Netflix） - 佐藤真 役
- 「ワンダーハッチ-空飛ぶ竜の島-」（2023年12月20日、Disney+） - ナギのクラスメイト 役
- 「匿名の恋人たち」（2025年10月16日配信予定、Netflix）[2]

### 映画
- 「大名倒産」 [3] （2023年6月23日、松竹） - 黒田市ノ進 役
- 「余命一年の僕が、余命半年の君と出会った話。」（2024年6月27日、Netflix） - 村井翔太 役[4]
- 「ブルーピリオド」（2024年8月9日、ワーナー・ブラザース映画） - 橋田悠 役[5]
- 「片思い世界」（2025年4月4日、東京テアトル・リトルモア） - 大原知基 役[6]
- 「この夏の星を見る」（2025年7月4日、東映） - 柳数生 役[7]

### 配信映画
- 「余命一年の僕が、余命半年の君と出会った話。」（2024年6月27日、Netflix）[8]

### CM
- 代々木ゼミナール（2022年2月 - 2023年2月）
- アサヒ飲料「ほっとカルピス」（2023年12月 - ）

### MV
- GReeeeN 「SONG 4 U」（2022年12月21日 - ） - 結九二三 役

### etc
- サンスポ「ギュウっと特上男子」[9] (2021年1月28日）
- トライストーンTV